# إدوارد ليفينغستون (سياسي)
إدوارد ليفينغستون (بالإنجليزية: Edward Livingston)‏ هو سياسي أمريكي، ولد في 3 أبريل 1796 في مقاطعة دوتشيز في الولايات المتحدة، وتوفي في 16 يونيو 1840 في ألباني في الولايات المتحدة. حزبياً، نشط في الحزب الديمقراطي.